# Penthouse TV
Penthouse TV is een Amerikaans televisiekanaal dat alleen erotische programma's uitzendt, met name films.
Het kanaal is ontstaan vanuit het erotisch mannentijdschrift Penthouse. In eerste instantie was Penthouse TV alleen middels video on demand te bekijken, maar sinds medio 2011 is het een 24-uurs-hardcorepornotelevisiekanaal. Het kanaal is ook op hd-tv te bekijken (een eerder plan voor een 3D-versie werd geschrapt).
Oorspronkelijk was Penthouse TV een kanaal maar vandaag de dag bestaan:
- Penthouse Gold
- Penthouse Quickies
- Penthouse Passion
- Penthouse Black
- Penthouse After Midnight
- Penthouse Naughty Nights